# Toyota AE86
O AE86 é a geração do Corolla Levin e Sprinter Trueno, é um pequeno e leve coupe introduzido pela Toyota em 1983 como parte da quinta geração de linha do Corolla. Para efeitos de concisão, o chassi do código de informação privilegiada "AE86" é usado para descrever toda a gama. No código da Toyota, o "A" representa o mecanismo que veio no carro (o 3A e 4A) e o "E86" representa a revisão 6 da quinta geração (E80 série) do modelo "E" que é o Corolla. A diferença visual entre os Levin e Trueno é que o Levin tem faróis fixos e que o Trueno tem faróis retrateis. A exportação do modelo abrange muito nas variações de nomes, as vezes é modificado para Corolla GT-S. O AE86 (juntamente com o menor spec 1.452 em centímetros cúbicos (1,452 L) AE85 e versões SR5 1587 cc) são de tração às rodas traseiras (ao contrário do dianteiro CE80, EE80 e modelos AE82), e está entre os últimos carros com tração traseira de seu tipo, num momento em que a maioria dos carros de passageiros estavam sendo mudado para tração dianteira. Em 1987 houve uma variante limitada do AE86 chamado "Black Limited" até que a unidade funciona também para fora e substituído em 1987 pelo traçado dianteiro do Corolla AE92 Sprinter Trueno. No Japão, o AE86 é até hoje conhecido como "Hachi-Roku" (ハチロク), que em japonês significa "oito e seis".

## Motor/técnica
O AE86 estava disponível com um combustível injectado com 4-cilindros 1587 cc 4A-GE no Japão e Europa, que também foi utilizado na primeira geração Toyota MR2 (AW11). Esse motor tinha uma potência bruta máxima de 130 cv (96 kW) e 110 lb ft (150 N · m) de torque em formulário padrão, embora posteriormente tenha sido rebaixada para 120 cv (88 kW) e 105 ° lb ft (142 N · m) na saída líquida. O AE86 veio com uma transmissão manual de 5 marchas, e depois veio com a opção de um automático. O 4A-GE são motores utilizados no AE86 e no AW11 e foram equipados com T-VIS (Toyota sistema variável de entrada). O AE86 tinha um opcional diferencial de deslizamento limitado (LSD).
Na América do Norte, uma versão modificada do motor 4A-GEC foi usado para dar cumprimento à regulamentações da Califórnia sobre emissões. A potência foi avaliado em 112 cv (84 kW), e 96 ft · lbf (136 Nm) de torque.
O AE86 utiliza freios de disco ventilados. O carro foi equipado com uma suspensão estilo MacPherson independente na frente e um eixo de ligação com quatro molas para a traseira. Barras estabilizadoras estavam presentes em ambas as extremidades.

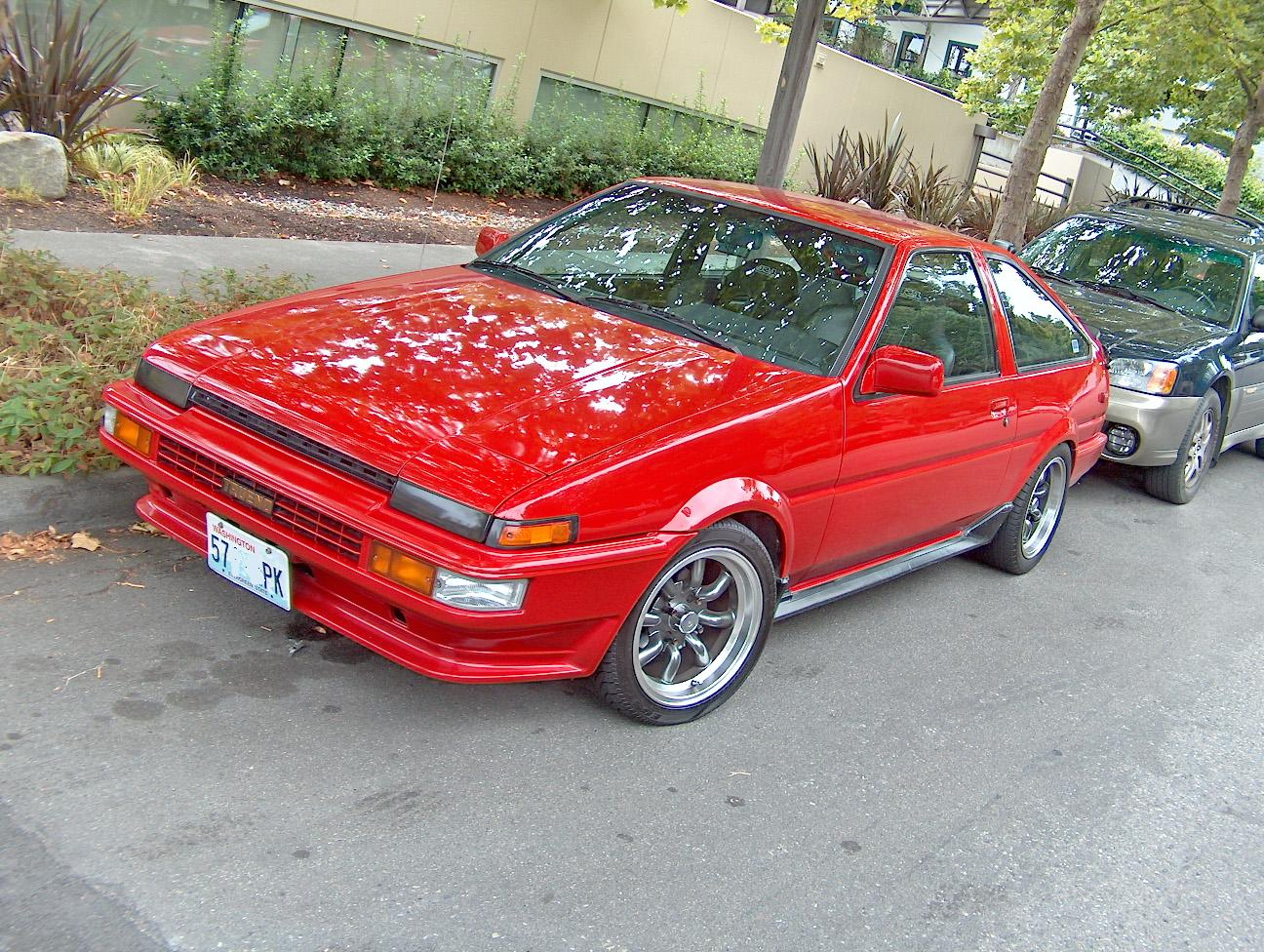
Um Toyota Corolla GT-S, modificado para se assemelhar a um Trueno AE86.

Por questão de brevidade, o código do chassi do "AE86" foi usado para descrever o modelo. Na codificação da Toyota, o "A" representa o motor do veículo (o 4A) e o E86 representa a revisão "6" da quinta geração (8) da série "E", que é o Corolla. O AE86 possui tração traseira, diferente da tração dianteira do AE82. O veículo foi substituído em 1987 pelo modelo AE92.
Mostrou ser um ótimo carro, que com o seu balanço de peso 50/50, mantendo assim um bom controle na pista, foi utilizado em corridas desde 1984 até aos nossos dias por todo o mundo, sendo muito aclamado pelos fãs de drift.
Foi "protagonista" do anime japonês Initial D, conduzido por Takumi Fujiwara e o pai Bunta Fujiwara. Que com a contribuição de Keiichi Tsuchiya (que ainda hoje utiliza um Sprinter Trueno), foi um êxito tremendo.